# Mijat Marić
Mijat Marić (Minusio, 30 de abril de 1984) es un exfutbolista suizo que jugaba de defensa. Desde julio de 2022 es el encargado de talentos del F. C. Lugano.

## Selección
Fue internacional con la selección sub-21 en ocho ocasiones anotando un gol.

## Clubes
| Club                     | País    | Año       |
| ------------------------ | ------- | --------- |
| A. C. Lugano             | Suiza   | 2002-2003 |
| Malcantone Agno (cedido) | Suiza   | 2003      |
| F. C. St. Gallen         | Suiza   | 2003-2008 |
| F. C. Lucerna (cedido)   | Suiza   | 2007      |
| A. S. Bari               | Italia  | 2008-2009 |
| K. A. S. Eupen           | Bélgica | 2009-2010 |
| K. S. C. Lokeren         | Bélgica | 2010-2018 |
| F. C. Lugano             | Suiza   | 2018-2022 |

## Palmarés

### Títulos nacionales
| Título          | Club             | País    | Año  |
| --------------- | ---------------- | ------- | ---- |
| Copa de Bélgica | K. S. C. Lokeren | Bélgica | 2012 |
| Copa de Bélgica | K. S. C. Lokeren | Bélgica | 2014 |
| Copa de Suiza   | F. C. Lugano     | Suiza   | 2022 |